# Решетников Василь Семенович
Васи́ль Семе́нович Реше́тников (9 лютого 1927 — 2 липня 2019) — радянський та український редактор, кінодраматург. Нагороджений медалями.

## Біографія
Народився 1927 року на хуторі Мочки Білгородської області в родині селянина.
Учасник Великої Вітчизняної війни.
Закінчив сценарний факультет Всесоюзного державного інституту кінематографії (1957).
З 1957 року працював на Одеській кіностудії. Був членом сценарно-редакційної колегії, керівником сценарної майстерні, редактором.
Член Національної спілки кінематографістів України.
Помер 2 липня 2019 року в Одесі.

## Фільмографія
Редактор стрічок:
- «Дивак-людина» (1961)
- «Компаньєрос» (1962)
- «Царі»
- «Таємниця» (1963)
- «Явдоха Павлівна» (1966)
- «Вертикаль» (1966)
- «Дубравка»
- «Тиха Одеса» (1967)
- «День янгола» (1968)
- «Випадок зі слідчої практики» (1968)
- «Білий вибух» (1969)
- «Повість про чекіста» (1969)
- «Севастополь» (1970)
- «Крок з даху» (1970)
- «Синє небо» (1971)
- «Увімкніть північне сяйво» (1972)
- «Юлька»
- «Сутичка» (1972)
- «Хлопчину звали Капітаном» (1973)
- «Прощайте, фараони!» (1974)
- «Хлопчаки їхали на фронт»
- «Порт» (1975)
- «Солдатки» (1977)
- «Багряні береги» (1979)
- «Крупна розмова» (1980)
- «Екіпаж машини бойової» (1983) та ін.

Автор сценаріїв фільмів:
- «Поспішай будувати будинок» (1970, у співавт. з Віктором Потейкіним)
- «Вершники» (1972, т/ф, 2 с. Диплом і Приз Держтелерадіо Узбекистану VI Всесоюзного кінофестивалю, Алма-Ата, 1973)
- «Заячий заповідник» (1973)
- «Ми разом, мамо» (1976, т/ф. Спеціальний диплом за найкращий літературний сценарій Міжнародного фестивалю телефільмів, Прага, Чехословаччина)
- «Хліб дитинства мого» (1977. Диплом і Приз журі XI Всесоюзного кінофестивалю, Єреван, 1978)
- «Загін особливого призначення» (1978, у співавт. з Р. Отколенком)
- «Право керувати» (1981).